# Kippens
Kippens is een gemeente (town) in de Canadese provincie Newfoundland en Labrador. De gemeente ligt aan de westkust van het eiland Newfoundland, aan de rand van Stephenville.

## Geschiedenis
In 1968 werd het dorp een gemeente met het statuut van local improvement district (LID). In 1980 werden LID's op basis van The Municipalities Act als bestuursvorm afgeschaft, waarop de gemeente automatisch een town werd.

## Geografie
Kippens grenst in het oosten aan Stephenville, de tweede grootste plaats aan de westkust van Newfoundland (na Corner Brook). Beide plaatsen zijn met elkaar vergroeid en tezamen vormen ze een bewoningskern van zo'n 8400 inwoners (2021).
In het westen grenst Kippens aan de gemeente Port au Port East, in het noorden aan gemeentevrij bosgebied en in het zuiden aan St. George's Bay. De hoofdbaan van de plaats is Route 460, die vanuit Stephenville westwaarts de kust van de baai volgt richting het schiereiland Port au Port.

## Demografie
Als residentiële plaats aan de rand van het regionaal belangrijke Stephenville heeft Kippens de demografische dalingen, die zich sinds de jaren 1990 in de rest van Newfoundland manifesteren, kunnen vermijden.
| Demografische ontwikkeling van Kippens tussen 1951 en 2021                 |
| -------------------------------------------------------------------------- |
|                                                                            |
| Bron: Statistics Canada (1951–1986, 1991–1996, 2001–2006, 2011–2016, 2021) |

### Taal
De regio van Port au Port is een van de enige gebieden in de provincie met een aanzienlijke Franstalige minderheid. In Kippens zelf zijn 150 mensen (8,1%) het Frans machtig, waarvan 30 (1,6%) de taal als moedertaal spreken (2021). Het Engels is er net als elders in de provincie echter de dominante taal, daar 98% van de inwoners die als moedertaal heeft en alle andere ze machtig zijn.